# Kloostri jõgi
Kloostri jõgi är ett vattendrag i Harjumaa i Estland. Den mynnar i Matsviken som ligger vid den estländska nordkusten mot Finska viken. Den är 33 km lång. Ån rinner igenom Padis och är namngiven efter Padis kloster.